# Гарделль-Эрикссон, Анна
Анна Мария Гарделль-Эрикссон (швед. Anna Maria Gardell-Ericson; 10 октября 1853, Висбю — 2 июня 1939, Стокгольм) — шведская художница и акварелистка, писавшая преимущественно прибрежные сцены и пейзажи с озёрами или реками.

## Биография
Отец Анны Марии, Юхан, обычно называется пейзажистом, хотя его главной работой и занятием, вероятно, была служба в местной администрации.
В 16 лет она начала заниматься живописью и проявила свой талант к ней так, что её отправили учиться в Швейцарию. Позднее Анна Мария занималась вместе с Пером Даниэлем Хольмом в Королевской академии свободных искусств в Стокгольме. В 1875 году она дебютировала на одной из выставок академии. В следующем году она завоевала бронзовую медаль на Всемирной выставке в Филадельфии.

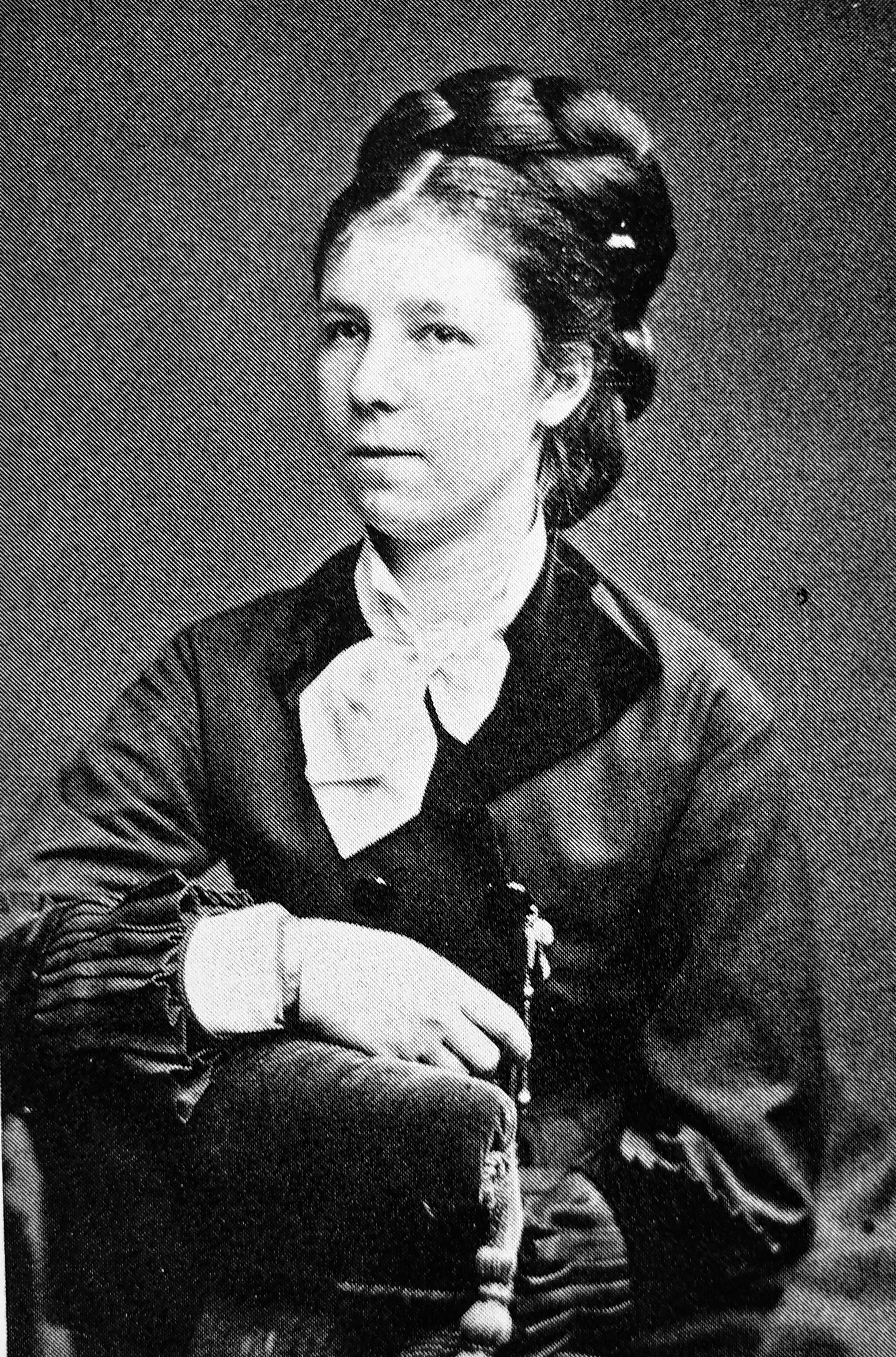
Анна Гарделль (~1873)

В 1879 году Анна Мария отправилась в Париж, чтобы продолжить там свои занятия с Александром-Луи Лелуаром и Фердинандом Хейльбутом, также она занималась копированием акварелей Камиля Коро. В 1882 году прошла крупная выставка её работ в Парижском салоне, благодаря которой художница получила контракт на сумму в 1000 франков в месяц от арт-дилеров Goupil & Cie. В том же году Анна Мария вышла замуж за Юхана Эриксона (1849—1925), пейзажиста из Карлсхамна. Она также стала членом художественного общества галереи Дадли.
Супруги жили во Франции до 1884 года, когда в Париже вспыхнула эпидемия холеры. Затем они вернулись в Швецию и поселились в Гётеборге. Находясь там, Анна Мария регулярно выставлялась в галерее Гуммесона и на выставках нескольких художественных ассоциаций. Гарделль-Эрикссон выставляла свои работы во Дворце изящных искусств на Всемирной выставке 1893 года в Чикаго (штат Иллинойс, США).
Незадолго до смерти Гарделль-Эрикссон написала свои мемуары, но они до сих пор не опубликованы. Крупные ретроспективы её работ были проведены в 1939 и 1946 годах.

## Некоторые работы

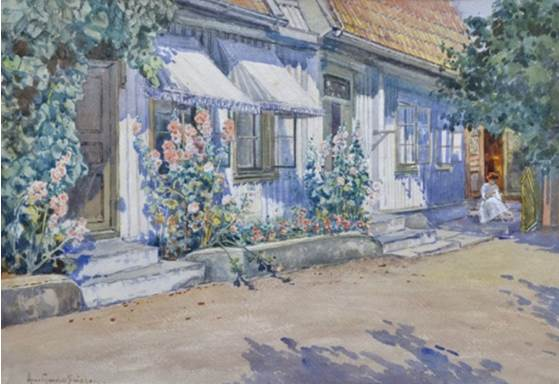
Улица с вышивающей женщиной и мальвами
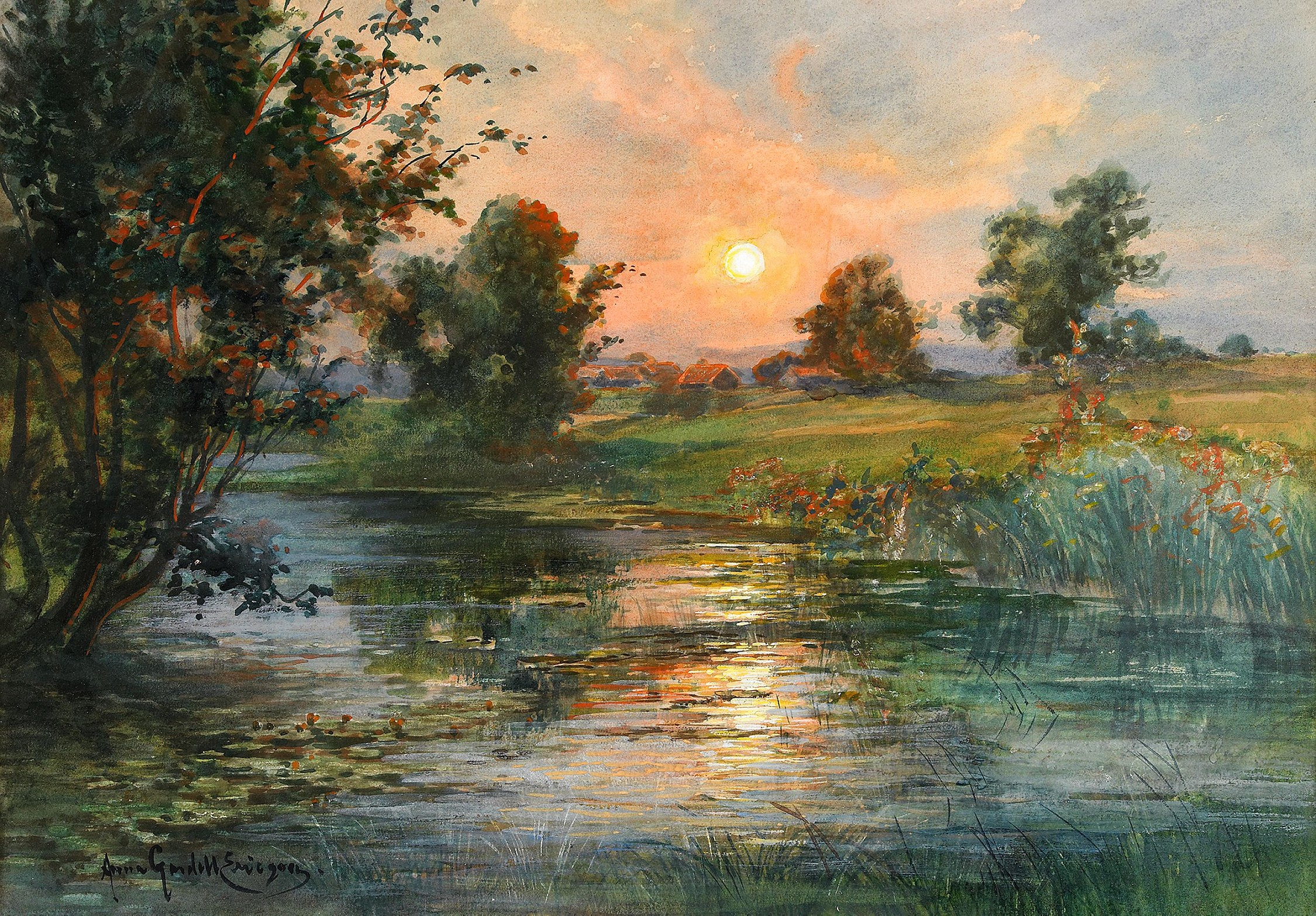
Восход солнца над водной гладью
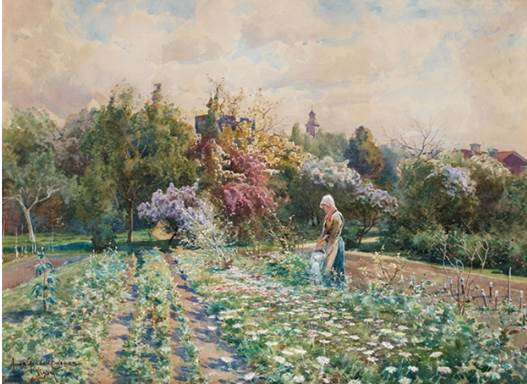
Цветочное поле в Висбю
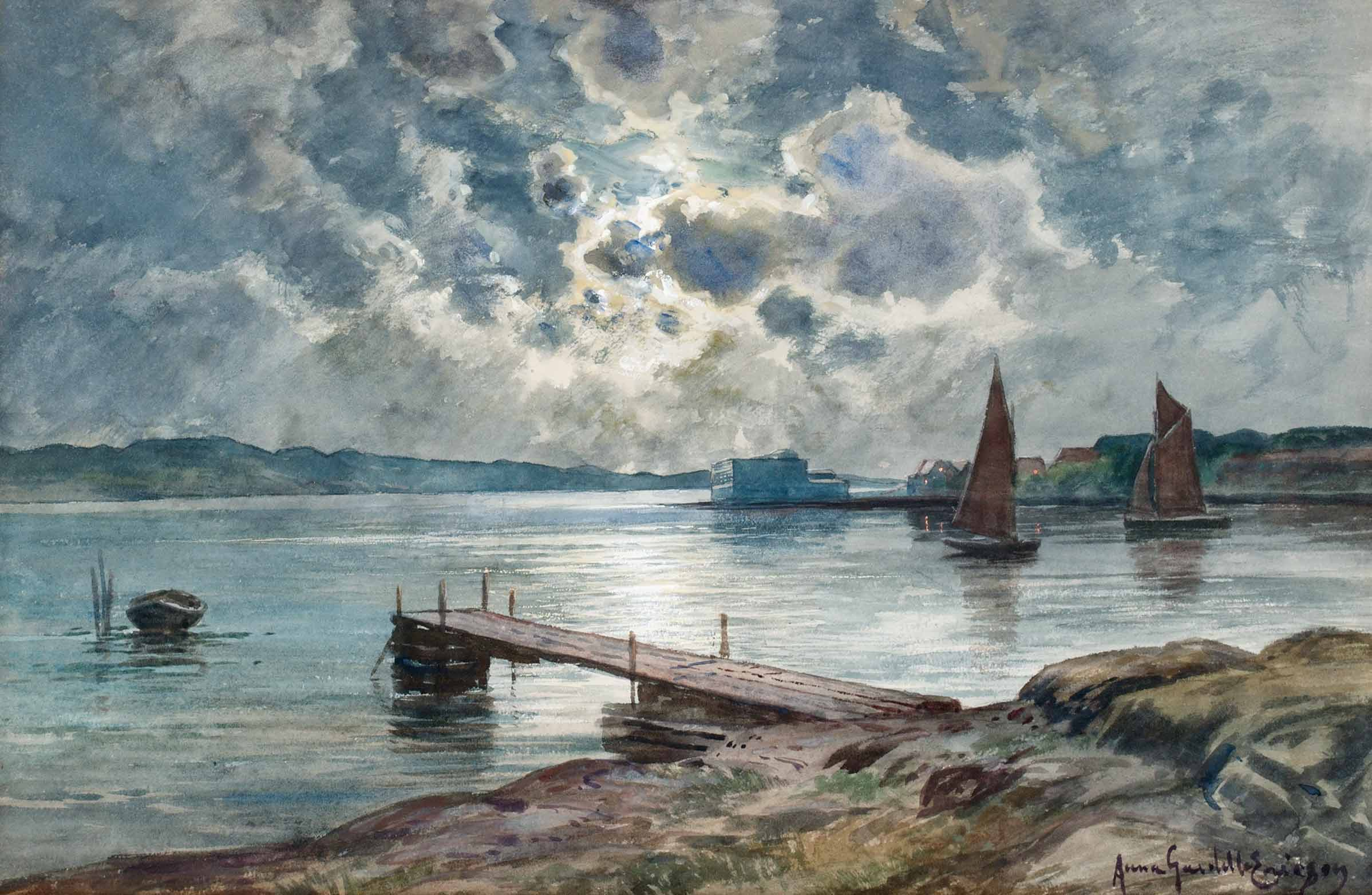
Сцена из Марстранда